# Église Saint-Martin de Donges
Pour les articles homonymes, voir Église Saint-Martin.
L’église Saint-Martin est une église catholique située à Donges, dans le département de la Loire-Atlantique. L'édifice actuel qui date de 1957 est l'œuvre des architectes Jean et Charles Dorian pour remplacer un édifice du XIXe siècle qui avait été détruite au cours des bombardements de la Seconde Guerre mondiale.

## Historique

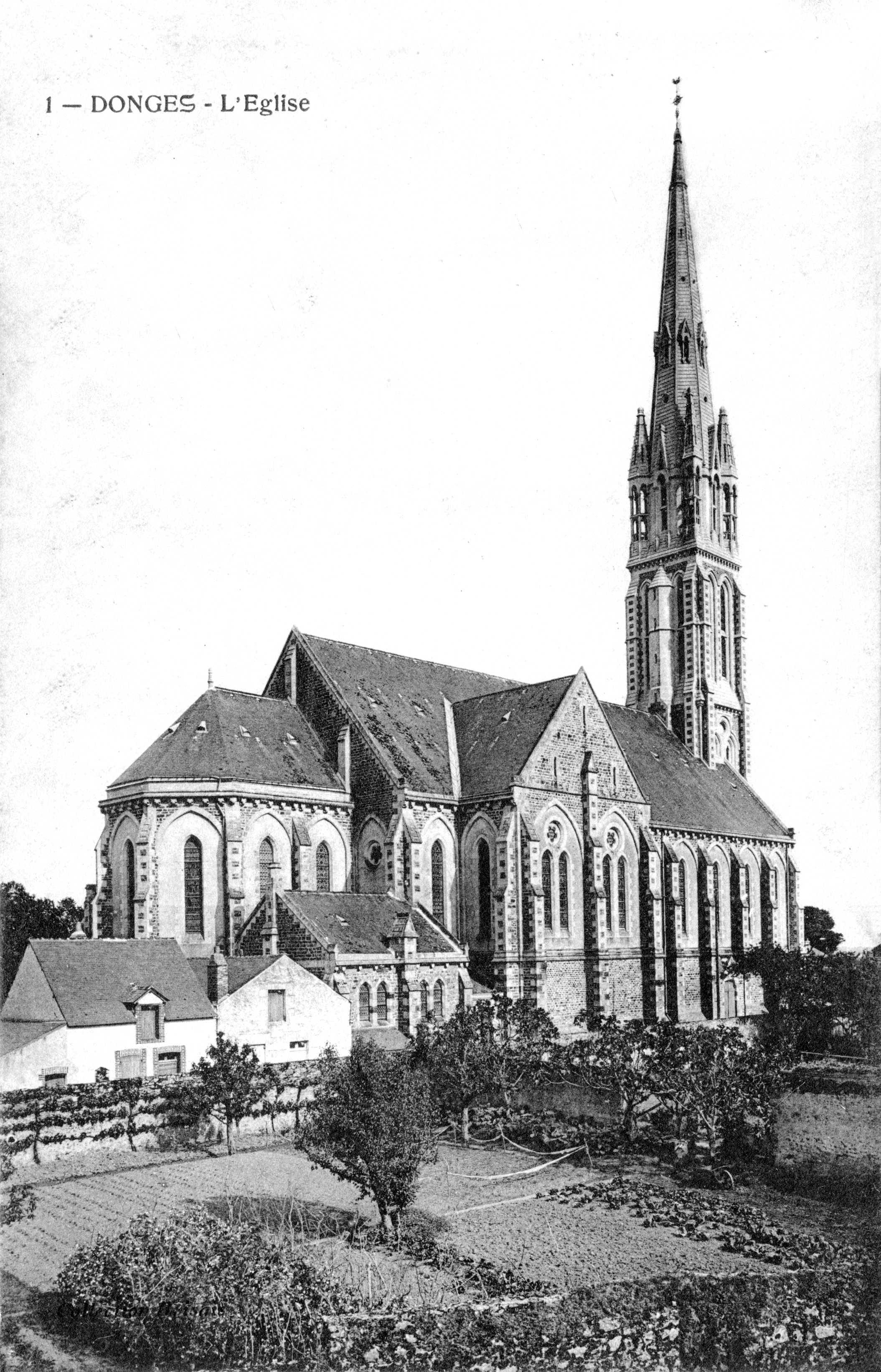
Ancienne église néo-gothique

L'ancienne église de Donges, reconstruite dans les années 1880 dans le style néo-gothique, était connue pour la hauteur de son clocher qui culminait à 75 mètres. 
Dans la nuit du 24 juillet 1944, des centaines de bombes sont larguées par des avions de la Royal Air Force ciblant les raffineries et le bourg : les voûtes et la toiture de l'église s'effondrent, tous les vitraux explosent et seul subsiste le clocher avec sa cloche, « Marie-Françoise », qui avait été baptisée en 1830.
La première pierre de l'église fut posée le 21 septembre 1952. Le Conseil municipal désigna comme architecte, Jean Dorian, urbaniste chargé de la reconstruction du bourg de Donges. Le 27 octobre 1957, fête du Christ-Roi, la nouvelle église fut solennellement consacrée par Jean Villepelet, évêque de Nantes.
En 2022, le conseil municipal sollicite l'inscription au titre des Monuments historiques qui aboutira à un arrêté de protection signé le 9 mai 2023

## Caractéristique et architecture
Le fronton de l’église sculpté par André Bizette-Lindet, grand prix de Rome : ce fronton représente un calvaire aux dimensions monumentales (20 mètres sur 15) faisant figurer 30 personnages ; son édification a nécessité 80 tonnes de béton et de mélanges granitiques.
Les vitraux sont l'œuvre du maître verrier Max Ingrand. L'autel et le Christ en Croix (XVIIe siècle) proviennent de l'ancien édifice religieux.